# Rive gauche (Bilbao)
Pour les articles homonymes, voir Rive gauche et Somorrostro.

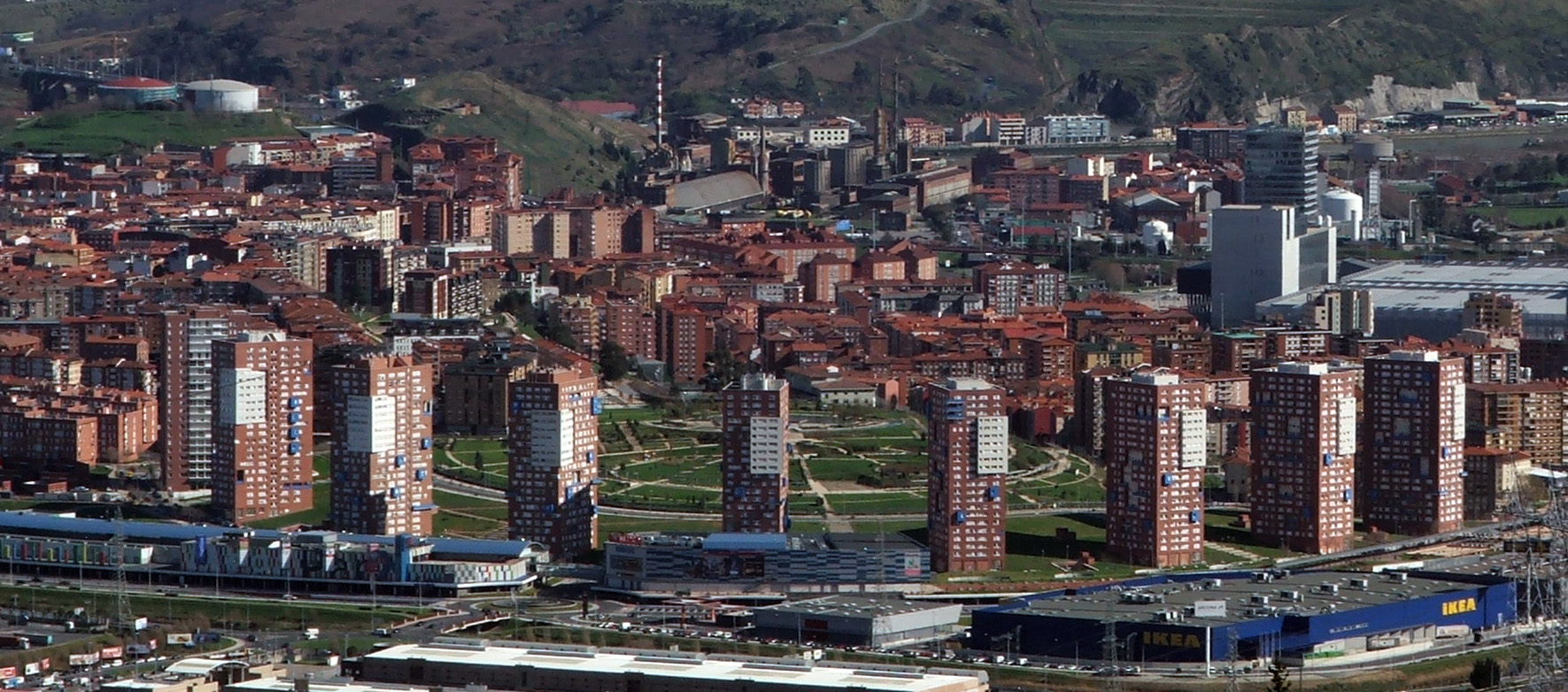
Barakaldo. Au fond, Erandio sur la rive droite.

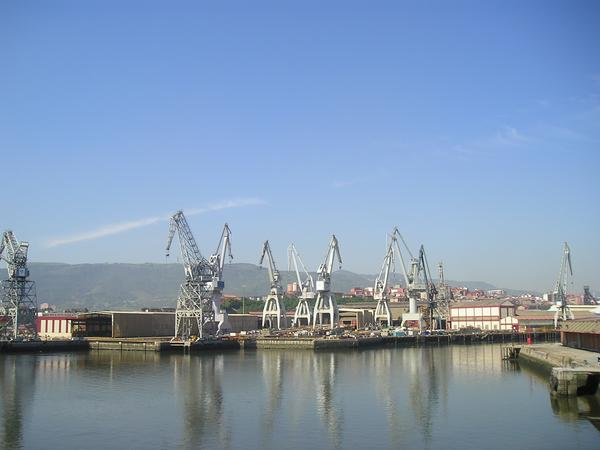
Chantiers navals de Sestao.

La Rive gauche est une sous-comarque du Grand Bilbao. Son nom basque est Ibai-Ezkerraldea, plus connue comme Ezkerraldea. Située, comme l'indique son nom, sur la rive gauche de la Ria du Nervion. C'est un nom commun (non officiel) créé à la fin du XIXe siècle, époque de l'industrialisation.
Il incluait, initialement, la Zone Minière mais on a fini en insérant les communes riveraines de :
- Barakaldo (95 260 hab)
- Sestao (31 000 hab)
- Portugalete (49 700 hab)
- Santurtzi (47 000 hab).

Précédemment, jusqu'à la promulgation de la Loi des mairies du royaume ("Ley de Ayuntamientos du Reino" en castillan) de 1841, les chroniques se référaient à une partie de cette zone comme el Valle Somorrostro (Vallée de Somorrostro), toponyme affaibli de son origine et pratiquement désuet.
Zone traditionnellement ouvrière, manufacturière et minière bien que depuis la reconversion industrielle, celle-ci ait perdu beaucoup de poids.
Il pourrait géographiquement aussi être appliqué à la commune de Zierbena (ségrégué Abanto-Zierbena en 1993), mais très différente sociologiquement.

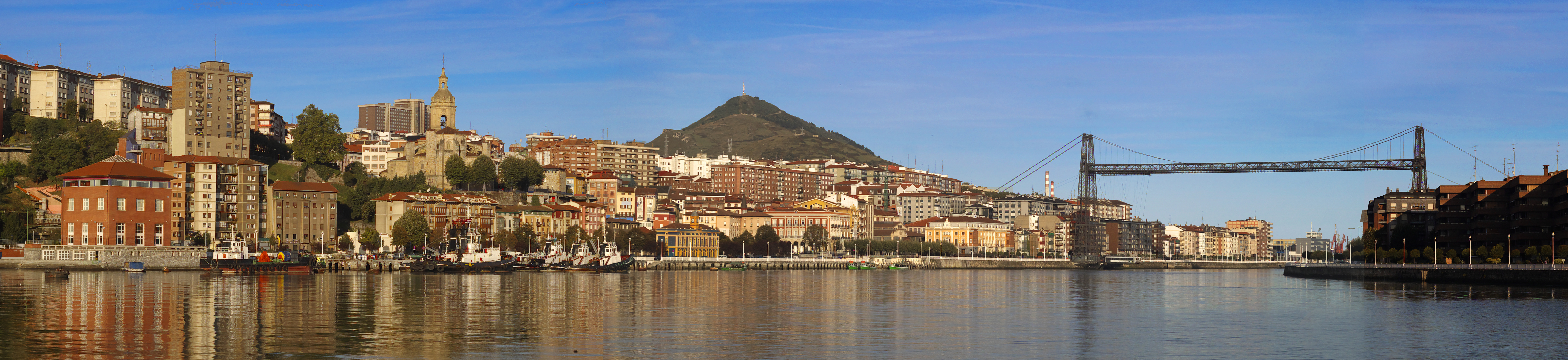
Portugalete, au fond le sommet du mont Serantes à Santurtzi et à droite le pont de Biscaye Pont transbordeur.